# Sphenomorphus jagori
Sphenomorphus jagori är en ödleart som beskrevs av  Peters 1864. Sphenomorphus jagori ingår i släktet Sphenomorphus och familjen skinkar. IUCN kategoriserar arten globalt som livskraftig.

## Underarter
Arten delas in i följande underarter:
- S. j. jagori
- S. j. grandis